# Tron: Ares
Tron: Ares (também conhecido como: Tron 3; bra: Tron: Ares) é um futuro filme americano de ficção científica sendo produzido pela Walt Disney Pictures. Continuação de Tron: O Legado, de 2010, e o terceiro longa-metragem da franquia Tron, o filme é dirigido por Joachim Rønning e baseado em uma história originalmente pensada por Steven Lisberger e Bonnie MacBird, tendo roteiro escrito por Jesse Wigutow e Jack Thorne.

## Elenco
- Jared Leto como Ares
- Evan Peters como Julian Dillinger
- Greta Lee como Eve
- Jodie Turner-Smith como Athena
- Cameron Monaghan
- Sarah Desjardins
- Gillian Anderson

## Produção

### Sequência cancelada
Steven Lisberger declarou em 28 de outubro de 2010, antes do lançamento do segundo filme da franquia, que uma sequência estava em planejamento e que Adam Horowitz e Edward Kitsis, roteiristas de Tron: O Legado, estavam nos estágios iniciais da produção de um roteiro para ela. Perry Nemiroff do Cinema Blend especulou que Tron 3 poderia ser, na verdade, o primeiro de uma nova trilogia. Em 13 de janeiro de 2011, o site Ain't It Cool News noticiou que o filme estava perto de ter sua sequência anunciada, como parte do plano da Disney para o futuro de Tron. No dia 21 de janeiro, Tron-Sector noticiou um rumor sem fontes que uma continuação de O Legado havia recebido sinal verde e um teaser seria revelado nos discos DVD e Blu-ray que viriam a ser lançados. Harry Knowles falou sobre o teaser, chamando-o de "extra de DVD" e dizendo que ele havia sido filmado antes do Dia de Ação de Graças, ou seja, antes de novembro de 2010. Em abril de 2011, o diretor Joseph Kosinski falou sobre a sequência: "Nós estamos trabalhando na história agora. Uma vez que nós tenhamos um roteiro, nós estamos contentes com isso, nós iremos levá-lo para as forças que veem se podemos voltar para a Grade. Eu acho que nós continuaremos da parte em que Tron: O Legado terminou, com Sam e Quorra no mundo real e o que aquilo significa e as possibilidades que abre para o próximo capítulo. É esse relacionamento entre os dois que é o próximo passo." Em 31 de março, Kosinski declarou que o roteiro do filme estaria pronto em duas semanas e seu título preliminar era TR3N.
Em 7 de junho de 2011, foi noticiado que o roteirista David DiGilio havia sido contratado para esboçar um roteiro para a continuação de Tron: O Legado. Esperava-se que os roteiristas Adam Horowitz e Edward Kitsis retornassem, mas foram obrigados a desistir devido ao trabalho que estavam desenvolvendo na série Once Upon a Time da ABC. Já não havia certeza se Kosinski dirigiria a sequência. No dia 8 de março de 2012, Bruce Boxleitner sugeriu que o próximo filme poderia começar a ser filmado em 2014, depois que Kosinski terminasse seu trabalho em Oblivion. Dia 4 de junho do mesmo ano, Horowitz e Kitsis confirmaram que estavam desenvolvendo uma sequência e que a personagem Quorra retornaria para o filme, bem como em uma participação em Tron: Uprising. Em 5 de dezembro, Jesse Wigutow foi contratado para reescrever o roteiro do filme. Logo depois, foi confirmado que Bruce Boxleitner e Garret Hedlund voltariam para a continuação.
Em março de 2015, foi revelado que a Disney havia dado sinal verde para uma terceira película, com Hedlund reprisando seu papel como Sam, Kosinski retornando para dirigir a sequência e, em abril, Olivia Wilde também sendo confirmada para o longa. A filmagem era esperada para ter início em Vancouver a partir do começo de outubro daquele ano. O nome provisório da sequência seria Tron: Ascension. Contudo, em maio, o The Hollywood Reporter afirmou que a Walt Disney Studios escolheu não fazer um terceiro filme, notícia confirmada por Wilde no mês seguinte. No fim de julho, Boxleitner declarou que frequentemente ouvia a respeito da pré-produção de Ascension enquanto gravava a série Cedar Cove em Vancouver, estando desapontado ao saber sobre o cancelamento. Ele disse que a Disney decidiu "jogar segura" e explorar outras de suas propriedades, falando que isso destruiu seu interesse em continuar com a franquia. Em setembro, Hedlund declarou que lhe contaram que o terceiro longa não estava "completamente morto".
Durante uma entrevista seguida por uma sessão de perguntas e respostas com fãs em 28 de fevereiro de 2017, Joseph Kosinski revelou detalhes do longa, que se chamaria mesmo Tron: Ascension, dizendo que o roteiro para ele estava por volta 80% pronto e em "boa forma". De acordo com Kosinski, Ascension seria um "filme de invasão de dentro para fora da máquina, em oposição ao que geralmente vemos [ao longo da franquia Tron, o comum é personagens entrarem no computador]". O longa-metragem possuiria três atos: o primeiro seria ambientado parcial ou totalmente no mundo real, o segundo "no mundo de Tron, ou múltiplos mundos  de Tron" e o terceiro seria totalmente fora do meio digital. A trajetória de Quora fora da Grade seria explorada, sendo uma espécie de "estudo de personagem" sobre "uma estranha em terra estranha, tentando compreender onde ela se encaixa ao ter vivido no mundo real por alguns anos". Isto pois havia a ideia, para a produção de Ascension, de que a mesma quantidade de tempo iria ter passado tanto para os espectadores, que aguardavam já há cinco ou seis anos por uma sequência, quanto para os personagens. A respeito da relação entre os seres digitais e nosso mundo, Kosinski diz que eles não teriam super-poderes fora da Grade, mas que haveria algo de especial em seus DNAs capaz de permitir que se materializem aqui e que o filme exploraria essa parte deles. Na mesma ocasião, o diretor de Tron: O Legado disse pensar que um terceiro filme não estava descartado, mas sim em um "congelamento criogênico", aguardando o momento certo de ser produzido, uma vez que a Disney possuía muitas películas que prometiam ser altamente rentáveis prestes a estrearem à época.

### Reboot
Em março daquele ano de 2017, revelou-se que a Disney estaria supostamente procurando recomeçar a franquia, com Jared Leto protagonizando um novo filme onde seria Ares, personagem originado no roteiro de Tron: Ascension. Leto é um fã da franquia, e estava em conversa com Kosinski desde 2009 a respeito da possibilidade de participar de uma continuação. Em junho de 2020, o Presidente de Música e Trilha Sonora da Walt Disney Studios, Mitchell Leib, declarou que o estúdio estava à procura de um diretor, mesmo ainda havendo esperança que Joseph Kosinski voltasse para a franquia.
Contudo, em agosto daquele mesmo ano, anunciou-se que Garth Davis serviria como diretor do novo filme, que continuaria a ter roteiro escrito por Jesse Wigutow. Jack Thorne veio a se juntar a Wigutow na roteirização da nova película. Jared Leto ainda seria um dos protagonistas e serviria como coprodutor ao lado de Justin Springer e Emma Ludbrook. Em março de 2022, Leto confirmou que uma sequência para Tron: O Legado continuava sendo planejada. Em janeiro de 2023, foi veiculado na imprensa que Davis havia saído do projeto, agora de nome Tron: Ares, e que Joachim Rønning estava em conversa para ser contratado como o novo diretor, o que foi confirmado em pouco tempo. A produção estaria marcada para começar no fim do mesmo ano.
Até então, o único ator confirmado era Jared Leto, o protagonista que, segundo o The Hollywood Reporter, seria um programa que arruma um jeito de passar da Grade para o nosso mundo. Em 28 de junho, o elenco de Ares começou a se formar, com Evan Peters se juntando a Leto. Apenas dois dias mais tarde, soube-se que Greta Lee e Jodie Turner-Smith haviam sido igualmente contratadas. A personagem de Lee seria, supostamente, uma "programadora de jogos e CEO de uma empresa de tecnologia que busca proteger sua tecnologia revolucionária". No mês seguinte, Cameron Monaghan e Sarah Desjardins também se juntaram ao projeto. Fechando o elenco principal, em janeiro de 2024 foi revelado que Gillian Anderson teria um papel em Tron: Ares.

### Filmagem
O trabalho de filmagem estava marcado para começar em Vancouver - mesmo lugar de gravação de Tron: O Legado - no dia 16 de agosto de 2023, mas foi adiado indefinidamente em virtude da greve dos roteiristas dos Estados Unidos de 2023 e da greve da SAG-AFTRA. Com o fim delas em novembro, os trabalhos foram remarcados para começar no ínicio do ano seguinte. Em 19 de janeiro de 2024, Rønning revelou através de uma publicação no Instagram que a filmagem havia começado. Jeff Cronenweth atua como cinematógrafo da película e revelou que planeja utilizar a técnica de virtual production em seu desenvolvimento.

## Lançamento
Tron: Ares está agendado para ser lançado nos cinemas dos Estados Unidos em 10 de outubro de 2025, incluindo compromissos em IMAX 3D.